# Rise Against
Rise Against – amerykański zespół muzyczny, grający rodzaj hardcore punka, tzw. melodyjny hardcore. Założony w 1999 w Chicago, Illinois. Wszystkie trzy albumy, wydane przez wytwórnie Geffen, pokryły się platyną w Kanadzie i złotem w Stanach Zjednoczonych. 

## Historia
W 1999 roku, po rozpadzie 88 Fingers Louie, Joe Principe i Mr. Precision, nazywany też Dan Precision (Dan Wleklinski) – byli członkowie 88FL – założyli Rise Against. Pierwsze demo własnej produkcji, Transistor Revolt, wydali w roku 2000. Rok później rozpoczęli współpracę z wytwórnią Fat Wreck Chords, by wydać pierwsze dwa albumy – The Unraveling oraz Revolutions Per Minute' w latach 2001 i 2003.
Przed wydaniem trzeciej płyty, Siren Song of the Counter Culture, zespół przeszedł do wytwórni Dreamworks Records. Kiedy została ona wchłonięta przez Universal Music Group, zespół Rise Against odnalazł się w jednym z oddziałów korporacji – Geffen Records, wydając Siren Song of the Counter Culture, w sierpniu 2004 roku.
Ich czwarty album zatytułowany The Sufferer and the Witness został wydany 4 lipca 2006 roku, zdobywając dziesiąte miejsce na liście 200 najlepiej sprzedających się płyt, publikowanej przez magazyn Billboard. Płyta DVD zatytułowana Generation Lost zawierała materiały o członkach zespołu.
Trasa koncertowa wspierająca album Siren Song of the Counter Culture dosięgała Stanów Zjednoczonych, Europy, Australii i Japonii. Zespół występował również z grupami The Used i Story of the Year w ramach trasy koncertowej Taste of Chaos w 2005 roku w Stanach, Australii i Europie.
Utwór „Give It All” z płyty „Siren Song Of Counter Culture” znalazł się w grach Need For Speed: Underground 2, FlatOut 2, oraz w grze „MX vs ATV Unleashed”, utwór „Paper Wings” (z tej samej płyty) w grze „Burnout 3: Takedown”, utwór „Injection” („The Sufferer and the Witness”) na ścieżce dźwiękowej gry Colin McRae: Dirt 2, utwór „Drones”, z albumu „The Sufferer and the Witness” zagościł na ścieżce dźwiękowej gry „Madden NFL 07” oraz w filmie New World Disorder 8 Smack Down, „Like the angel” z płyty „Revolutions Per Minute” znalazł się w grze „Tony Hawk’s Underground”, „Fix me” z płyty „This is noise” w „Tony Hawk’s American Wasteland”, natomiast utwór „Prayer of the Refugee” („The Sufferer and the Witness”) pojawił się jako bonus track w „Guitar Hero III”. Piosenka „Re-Education (Through Labor)” została zatwierdzona jako jeden z utworów w grze „Guitar Hero World Tour” oraz Nail’d, utwór „Savior” z albumu „Appeal To Reason” pojawiła się w „Guitar Hero: Warriors of Rock” oraz po zmienieniu słów został użyty w grze „The Sims 3”, a „Under the Knife” z albumu „The Sufferer and the Witness” został użyty jako soundtrack do filmu „Po prostu walcz!” w 2008 roku. 7 października 2008 ukazała się płyta pt. „Appeal To Reason”.
15 marca 2011 odbyła się premiera, szóstego albumu Endgame.
10 czerwca 2014 zespół wypuścił utwór pt. "I Don't Want Be Here Anymore"  zapowiadający album The Black Market.
15 lipca 2014 odbyła się premiera siódmego albumu zatytułowanego The Black Market.

## Muzycy

### Obecny skład zespołu
- Tim McIlrath – wokal, gitara rytmiczna (od 1999)
- Joe Principe – gitara basowa, śpiew (od 1999)
- Brandon Barnes – perkusja (od 2000)
- Zach Blair – gitara prowadząca, śpiew (od 2007)

### Byli członkowie zespołu
- Toni Tintari – perkusja (1999–2000)
- Mr. Precision – gitara prowadząca, śpiew (1999–2002)
- Todd Mohney – gitara prowadząca, śpiew (2002–2004)
- Kevin White – gitara prowadząca, śpiew (2002)
- Chris Chasse – gitara prowadząca, śpiew (2004–2007)

## Dyskografia

### Albumy
- The Unraveling (2001)
- Revolutions per Minute (2003)
- Siren Song of the Counter Culture (2004)
- The Sufferer and the Witness (2006)
- Appeal to Reason (7 października 2008)
- Endgame (15 marca 2011)
- Long Forgotten Songs: B-Sides & Covers (10 września 2013)
- The Black Market (15 lipca 2014)
- Wolves (9 czerwca 2017)
- The Ghost Note Symphonies, Vol.1 (27 lipca 2018)
- Nowhere Generation (4 czerwca 2021)

### Minialbumy
- AOL Undercover (EP, 2007)
- This Is Noise (EP, 2007)
- Rise Against 7" (EP, 2009)
- Join the Ranks (EP, 2011)
- Nowhere Generation II (EP, 10 czerwca 2022)

### Single
- Give It All (2004)
- Swing Life Away (2005)
- Life Less Frightening (2005)
- Ready to Fall (2006)
- Prayer of the Refugee (2006)
- The Good Left Undone (2007)
- Re-Education (Through Labor) (2008)
- Audience of One (2009)
- Savior (2008)
- Help Is on the Way (2011)
- Make It Stop (September’s Children) (2011)
- Satellite (2011)
- Wait for Me (2012)
- I Don't Want To Be Here Anymore (2014)
- Tragedy + Time (2014)
- The Violence (2017)
- Wolves (2017)
- Welcome To The Breakdown (2017)
- House On Fire (2017)
- Broken Dreams Inc. (2020)
- Nowhere Generation (2021)
- The Numbers (2021)
- Last Man Standing (2022)

### Dema
- Transistor Revolt (2000)

## Wideografia
- Generation Lost (2006)
- Another Station Another Mile (2010)